# Euroingeniero

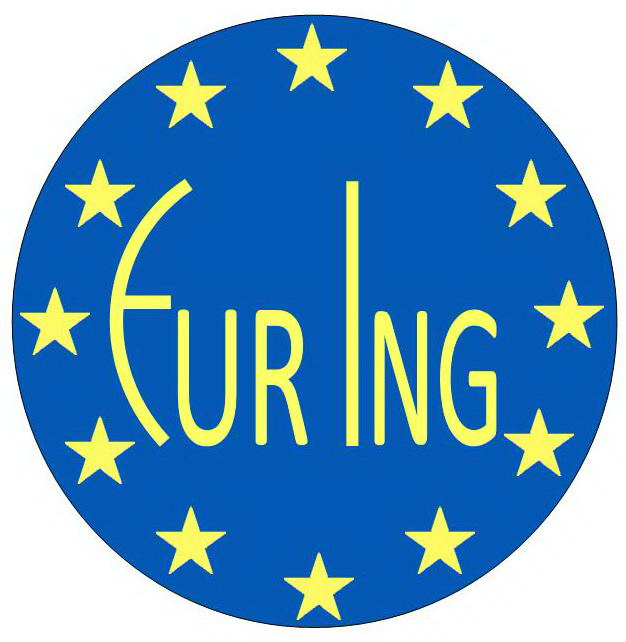
Logotipo de EUR ING

La denominación Euroingeniero, (en forma abreviada EUR ING) es un estándar de calidad para los ingenieros europeos. Se concibió para hacer que los diferentes programas de ingeniería en Europa sean comparables, facilitando así la movilidad de los ingenieros al establecer un marco de mutuo reconocimiento de competencias independiente del país. La autorización para poder utilizar el término EUR ING la otorga la FEANI (Federación Europea de Asociaciones Nacionales de Ingenieros) con sede en Bruselas.
Tras un proceso de solicitud, en un idioma admitido, a cualquier miembro nacional de la FEANI con representantes en muchos países europeos, se concede el título si se cumplen los requisitos.
No se trata de un título académico sino de un certificado de cualificación profesional internacional que se utiliza en más de 30 países europeos. 
El título EUR ING se debe utilizar antes del nombre, no después. La FEANI tiene un registro actualizado que contiene los datos de los autorizados a utilizar el título. En mayo de 2013 contaba con más de 32.000.
La Comisión Europea ha reconocido el registro de la FEANI y su título EUR ING como herramientas valiosas para el reconocimiento de las diferentes titulaciones nacionales entre sus Estados miembros.
El reconocimiento de la cualificación y el título no se recogen habitualmente en las leyes nacionales aunque, por ejemplo, el Consejo privado del Reino Unido ha aprobado el uso del título en los pasaportes británicos.  

## Requisitos
Para la obtención del título de EUR ING se requiere:
- Una formación académica reconocida de, al menos, 3 años en Ingeniería
- Experiencia profesional de, al menos, 2 años
- Si la formación y la experiencia profesional no alcanza los 7 años se requerirá formación o experiencia profesional adicional.

La Comisión Europea ha recomendado a todos los Estados miembros que reconozca a los Euroingenieros (EUR ING) cualificados para el ejercicio de la ingeniería sin ningún otro requisito adicional (exámenes, estudios complementarios, etc.).